# 阿克罗蒂里和泽凯利亚主权基地区警察
阿克罗蒂里和泽凯利亚主权基地区警察是英国阿克罗蒂里和泽凯利亚主权基地区的地方民事警察部队。

## 职责
民事警察部队成立于 1960 年 8 月，负责管理包括军事人员在内的主权基地区的15,000 名居民。民事警察部队与塞浦路斯联合警察部队（皇家海军警察、皇家军事警察和皇家空军警察）对英国的军事人员、军属及雇员在基地区以及其他在塞浦路斯共和国境内的保留军事场地内所有罪行具有共同管辖权。
双方相互充分合作，任何管辖权问题都通过商定的谅解备忘录进行管理。 

## 人数
现有 241 名警察和 12 名文职雇员。其中四名是英国高级军官，其余人员招募自希族塞人和土族塞人社区招。除了常规的警务职责外，SBA 警察还负责主权基地区监狱的运作。

## 组织从属
主权基地区警察由英国国防部管理，但是是独立于英国国防部警察的部队。